# Печори
Печори (рус. Печо́ры) насељено је место са административним статусом града на крајњем западу европског дела Руске Федерације. Налази се у западном делу Псковске области, уз границу са Естонијом, и административно припада Печорском рејону чији је уједно и административни центар.
Према проценама националне статистичке службе за 2015. у граду је живело 10.205 становника. По броју становника налази се на 6. месту у области.
Насељено место Печори званично је основано 1472, а званичан статус града носи од 1782. године. Најпознатија градска знаменитост је средњовековни Псковско-печерски манастир (основан почетком XV века). Град Печори се сматра културно-историјским седиштем угрофинског народа Сети и центар је историјског рејона који се назива Сетума.

## Географија
Град Печори налази се на крајњем западу европског дела Руске Федерације, односно на крајњем западу Печорског рејона Псковске области, на свега неколико километара од граничних прелаза Шумилкино и Куничина Гора према Естонији. Град лежи на око 53 km од административног центра области града Пскова. Кроз источне и северне делове града протиче речица Пачковка.
Град се налази на надморској висини од 85 m. Природни облик целог подручја у којем се град налази последица је ледничке и пост глацијалне ерозије и акумулације, а најтипичнији пример глацијалног процеса су бројна моренска узвишења око града. На западу се градска територија наставља на густе борове шуме.
Преко територије Печерског рејона, али и самог града пролазе значајни саобраћајни правци који повезују централне и северозападне делове Русије са Естонијом и Летонијом.
У југоисточном делу града налази се комплекс Псковско-печерског манастира.

## Историја
У једном од летописа Печерског манастира из 1392. године, писаном на староруском, помиње се реч печеры (са значењем пећине), а која се односи на природне (ерозивно-суфозивне) и вештачке пећине на оближњем пешчарском узвишењу у којима су живели православни монаси испосници. С временом се око пећина развио православни манастир и насеље које је добило име управо по тим пећинама — Печори. Званичан датум оснивања града је 1472. година, година када је православни свештеник Јован (у монаштву Јона) због католичких репресија над православцима напустио Тартуа (тада Дерпта) и око монашких пећина подигао малено насеље. Већ наредне године освештана је Успењска пећинска црква и званично је основан Печерски манастир, а у наредним годинама историја града је уско повезана са историјом манастира.
У периоду од XVI па до почетка XVIII века Печори је због свог пограничног положаја имао важан стратешки значај за руску државу, и у том периоду је био честа мета напада са запада. Тако су почетком XVI века ливонски крсташи готово до темеља разрушили Печерски манастир и насеље око њега. Манастир је заједно са припадајућим му насељем убрзо обновљен, а највеће заслуге за обнову припадају тадашњем игуману Корнилију који је управљао Печерским манастиром од 1529. до 1570. године. Године 1565. манастир је окружен моћним зидинама са 9 кула и троја врата, а у исто време у манастиру је написан и Трећи псковски летопис. На тај начин Печерски манастир прераста у Печерску тврђаву, једно од најважнијих пограничних утврђења на западу руске државе.
Тврђава је успешно издржала опсаду пољског краља Стефана Баторија (1581—1582), пољско-шведску опсаду Јана Ходкјевича и Густафа II Адолфа (1611. и 1616), те опсаду шведског краља Карла XII током Великог северног рата (1701. и 1703. године). Потписивањем Ништадским миром 1721. којим је окончан Северни рат, граница руске државе померене су ка западу и самим тим Печерска тврђава губи свој стратешки одбрамбени значај, а манастир поново постаје искључиво центар религиозног и културног живота тог простора.
Указом императорке Катарине Велике од 7. јуна (по старом календару, по новом 18. јуна) 1782. насељено место Печори добија званичан статус града и окружног центра новооснованог Печорског округа. Нешто касније исте године званично је усвојен и нови градски грб. Међутим Печорски округ је укинут већ 1797. и никада није поново успостављен.
Нови замах у развоју града даје отварање железнице од Пскова ка Риги чија деоница је прошла неколико километара северније од града (станица код Печорија је отворена 1899. године, данас је то станица Печори Псковски).
Крајем фебруара 1918. град је окупиран од стране немачких трупа, а потом постаје местом сукоба између руских и естонских снага. Након повлачења Немаца из града 30. новембра 1918. у град улазе совјетске трупе, међутим већ почетком фебруара наредне године Печори поново освајају естонске трупе. Све до краја Првог светског рата град је у неколико наврата прелазио из једних у друге руке, да би на крају одлукама мировног уговора из Тартуа из 1920. године и званично постао делом независне естонске државе. Естонска власт званично мења име града у Петсери (ест. Petseri). Године 1935. извршена је потпуна естонизација у називима градских улица и околних топонима.
У периоду под естонском влашћу град се знатно раширио и средином 1930.их година заузимао је површину од око 2,49 km², док се број становника у истом периоду удвостручио. Прва средња школа у граду (реална гимназија) отворена је 24. јануара 1919. године. Иако је због чињенице да се налазио на тлу Естоније Псковско-печерски манастир успео да избегне национализацију и затварање, која су масовно широм Русије спроводиле нове совјетске власти у међуратном периоду, ипак је изгубио значајан део своје имовине која је конфискована. Велики пожар који је избио 24. маја 1939. имао је катастрофалне последице по град, изгорело је 212 од укупно 650 грађевина у граду.
Након што је Совјетски Савез окупирао прибалтичке државе током 1940. године, Печори је у почетку остао у границама новоосноване Естонске ССР, али је већ у јулу наредне године окупиран од стране трупа Вермахта. Под нацистичком окупацијом град је био све до 11. августа 1944. године када је ослобођен од стране совјетске војске. Одлуком Президијума врховног совјета Совјетског Савеза, од 23. августа 1944. године, град Печори је званично враћен у састав Руске СФСР, односно у састав њене новоосноване Псковске области. У јануару 1945. званично је успостављен Печорски административни рејон са седиштем у Печорију.

## Демографија
Према подацима са пописа становништва 2010. у граду је живело 11.195 становника, док је према проценама националне статистичке службе за 2015. град имао 10.205 становника.
| 1897. | 1939. | 1959. | 1970. | 1979. | 1989.  | 2002.  | 2010.  | 2016.  |
| ----- | ----- | ----- | ----- | ----- | ------ | ------ | ------ | ------ |
| 1.269 | 4.962 | 6.837 | 7.194 | 9.894 | 11.956 | 13.056 | 11.195 | 10.142 |

Према подацима са пописа становништва из 2002. године основу популације чинили су Руси са 89,14%, док су најбројнији мањински народи били Украјинци (2,59%), Белоруси (1,69%) и Естонци (1,36%). Званичан статус националне мањине имају и естонизовани Сети који су чинили свега 0,27% популације.

## Градске знаменитости
Најважнија градска знаменитост је комплекс средњовековног Псковско-печерског манастира који представља један од најстаријих, а уједно и најважнијих манастира Руске православне цркве на тлу данашње Русије. Манастир је званично основан 1473. године на маленом пешчарском узвишењу препуном пећина (на староруском печори) и по њему је цео град касније добио име. Манастир је 2013. године званично прославио 540 година од оснивања, а данас се налази на листи културног наслеђа Руске Федерације где је заведен под бројем 6010185000.
У строгом центру града налази се и лутеранска црква посвећена светом апостолу Петру, грађена од 1921. до 1926. године. Пуних 25 година након Другог светског рата била је то једина активна лутеранско-евангелистичка црква на целом подручју европског дела тадашње Русије.